# Koloale Football Club
Koloale FC é um clube de futebol das Ilhas Salomão. Atualmente disputa a Telekom S-League, a primeira divisão do futebol no país.

## Títulos
- Telekom S-League: 2003, 2007–08, 2009–10 e 2010–11[carece de fontes?]
- Liga Honiara de Futebol: 2003 e 2007–08[carece de fontes?]